# Монах (роман)
«Амбросио, или Монах» (The Monk: A Romance) — готический роман 19-летнего англичанина М. Г. Льюиса, написанный всего за 10 недель и впервые напечатанный в 1796 году. Впоследствии несколько раз пересматривался автором.

## Сюжет
Амбросио, некогда образцовый испанский монах, томим плотской страстью к своему ученику: под монашеской рясой таится прекрасная женщина — Матильда. Когда его страсть удовлетворена, монах переключает своё внимание на невинную Антонию. При помощи Матильды ему удаётся изнасиловать и убить девушку. Впоследствии выясняется, что Антония была его родной сестрой, а Матильда — посланец Сатаны, цель которого состояла в искушении благочестивого отшельника и доведении его до грехопадения. В конце книги Амбросио попадает в руки инквизиции и, чтобы спасти себя от смерти, предаёт душу дьяволу.

## Успех

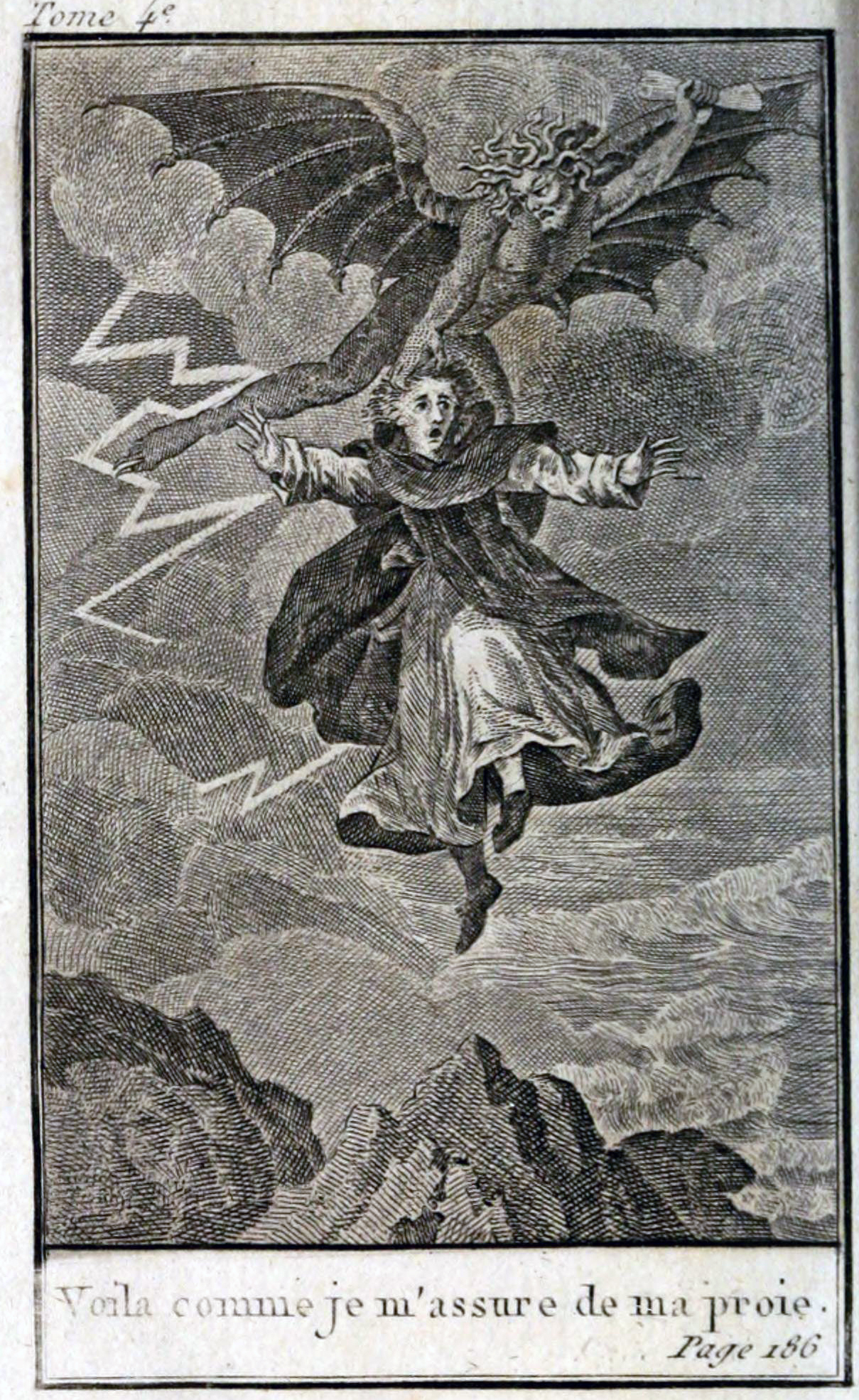
Дьявол забирает Амбросио к себе в ад (1811)

Французский перевод романа Льюиса вызвал сенсацию в континентальной Европе. Он был читаем и в России, однако слава его не была долговечной. 
«Монах» эпатировал современников сочетанием запретных тем — чёрной магии, сатанизма, трансвестизма, сексуального насилия, инцеста и т. д.  Порождённая им мода на сексуальную перверсию и демонизм дала Европе несколько незаурядных произведений, включая «Рене» Шатобриана, «Эликсиры сатаны» Э. Т. А. Гофмана и «Рукопись, найденную в Сарагосе» Я. Потоцкого. 
Маркиз де Сад одобрил произведение юного писателя, назвав его наиболее характерным из романов в новейшем вкусе. С. Т. Кольридж в 1797 г. опубликовал рецензию, в которой, отдав дань пылкости воображения автора, раскритиковал его за рыхлость сюжета и вульгарность описаний. В издании 1798 года Льюис отцензурировал эпизоды, вызвавшие нарекания критиков.

## Возрождение интереса
В XX веке интерес к «Монаху» возродил Антонен Арто. Он перевёл роман на французский, заострив отдельные акценты и переписав некоторые сюжетные линии. В конце 1960-х Луис Бунюэль планировал экранизировать роман, но фильм не был снят из-за проблем с финансированием. В 1972 г. сценарий Ж. К. Карьера, не использованный Бунюэлем, был запущен в производство Адо Киру, кинокритиком «Кайе-дю-синема». В его фильме роль монаха исполнил Франко Неро. В 1990 г. вышел английский телефильм по «Монаху» с Полом Макганном в главной роли. В 2010 г. в Жироне проходили съёмки нового «Монаха», главную роль в котором исполняет Венсан Кассель.